# Веллінгтон (парафія, Нью-Брансвік)
Веллінгтон (англ. Wellington) — парафія в Канаді, у провінції Нью-Брансвік, у складі графства Кент.

## Населення
За даними перепису 2016 року, парафія нараховувала 3079 осіб, показавши скорочення на 0,6%, порівняно з 2011-м роком. Середня густина населення становила 16,7 осіб/км².
З офіційних мов обидвома одночасно володіли 2 460 жителів, тільки англійською — 310, тільки французькою — 295. Усього 30 осіб вважали рідною мовою не одну з офіційних, з них 5 — одну з корінних мов.
Працездатне населення становило 61,6% усього населення, рівень безробіття — 16% (21,7% серед чоловіків та 9,7% серед жінок). 85,2% осіб були найманими працівниками, а 14,2% — самозайнятими.
Середній дохід на особу становив $33 432 (медіана $29 468), при цьому для чоловіків — $37 334, а для жінок $29 622 (медіани — $33 296 та $25 749 відповідно).
23% мешканців мали закінчену шкільну освіту, не мали закінченої шкільної освіти — 35%, 42% мали післяшкільну освіту, з яких 22,2% мали диплом бакалавра, або вищий.
| Статево-вікова структура населення | Статево-вікова структура населення | Статево-вікова структура населення | Статево-вікова структура населення | Статево-вікова структура населення |
| ---------------------------------- | ---------------------------------- | ---------------------------------- | ---------------------------------- | ---------------------------------- |
|                                    |                                    |                                    |                                    |                                    |
| Всього                             | Всього                             | 50,0%                              |                                    |                                    |
| 0 — 14 років                       | 0 — 14 років                       |                                    | 10,9%                              | 10,9%                              |
| 15 — 64 років                      | 15 — 64 років                      |                                    | 65,1%                              | 65,1%                              |
| 65 і більше                        | 65 і більше                        |                                    | 24%                                | 24%                                |
| 85 і більше                        | 85 і більше                        |                                    | 2,1%                               | 2,1%                               |
| Середній вік (років)               | Середній вік (років)               | 47,448,4                           | 47,9                               | 47,9                               |
| Медіана (років)                    | Медіана (років)                    | 51,551,7                           | 51,6                               | 51,6                               |
| — чоловіки — жінки                 |                                    |                                    |                                    |                                    |

| Походження мешканців:     | Походження мешканців:     | Походження мешканців: | Походження мешканців: | Походження мешканців: |
| ------------------------- | ------------------------- | --------------------- | --------------------- | --------------------- |
| Походження                |                           |                       | осіб                  | %                     |
| Корінні американці        | Корінні американці        |                       | 135                   | 4.43%                 |
| Інше північноамериканське | Інше північноамериканське |                       | 2 430                 | 79.8%                 |
| Європейське               | Європейське               |                       | 1 250                 | 41.05%                |
| британське                | британське                |                       | 455                   | 14.94%                |
| французьке                | французьке                |                       | 950                   | 31.2%                 |
| українське                | українське                |                       | 30                    | 0.99%                 |
| Азійське                  | Азійське                  |                       | 10                    | 0.33%                 |

| Зайнятість населення за галузями (за класифікацією NOC): | Зайнятість населення за галузями (за класифікацією NOC): | Зайнятість населення за галузями (за класифікацією NOC): | Зайнятість населення за галузями (за класифікацією NOC): | Зайнятість населення за галузями (за класифікацією NOC): |
| -------------------------------------------------------- | -------------------------------------------------------- | -------------------------------------------------------- | -------------------------------------------------------- | -------------------------------------------------------- |
|                                                          |                                                          |                                                          |                                                          |                                                          |
| Управління                                               | Управління                                               |                                                          | 4,2%                                                     | 4,2%                                                     |
| Бізнес, фінанси та адміністрування                       | Бізнес, фінанси та адміністрування                       |                                                          | 13,1%                                                    | 13,1%                                                    |
| Природничі та прикладні науки                            | Природничі та прикладні науки                            |                                                          | 4,5%                                                     | 4,5%                                                     |
| Охорона здоров'я                                         | Охорона здоров'я                                         |                                                          | 6%                                                       | 6%                                                       |
| Освіта, правозахист, муніципальні та урядові служби      | Освіта, правозахист, муніципальні та урядові служби      |                                                          | 7,7%                                                     | 7,7%                                                     |
| Мистецтво, культура, відпочинок та спорт                 | Мистецтво, культура, відпочинок та спорт                 |                                                          | 2,1%                                                     | 2,1%                                                     |
| Роздрібна торгівля та послуги                            | Роздрібна торгівля та послуги                            |                                                          | 19,9%                                                    | 19,9%                                                    |
| Гуртова торгівля, транспорт та обладнання                | Гуртова торгівля, транспорт та обладнання                |                                                          | 26,8%                                                    | 26,8%                                                    |
| Природні ресурси, сільське господарство                  | Природні ресурси, сільське господарство                  |                                                          | 5,4%                                                     | 5,4%                                                     |
| Виробництво                                              | Виробництво                                              |                                                          | 10,7%                                                    | 10,7%                                                    |

## Клімат
Середня річна температура становить 5,2°C, середня максимальна – 22,9°C, а середня мінімальна – -14,6°C. Середня річна кількість опадів – 1 150 мм.
| Клімат поселення                              | Клімат поселення | Клімат поселення | Клімат поселення | Клімат поселення | Клімат поселення | Клімат поселення | Клімат поселення | Клімат поселення | Клімат поселення | Клімат поселення | Клімат поселення | Клімат поселення | Клімат поселення |
| Показник                                      | Січ.             | Лют.             | Бер.             | Квіт.            | Трав.            | Черв.            | Лип.             | Серп.            | Вер.             | Жовт.            | Лист.            | Груд.            |                  |
| Середній максимум, °C                         | −3,33            | −2,39            | 2,59             | 8,28             | 14,99            | 20,60            | 22,89            | 22,16            | 17,20            | 11,44            | 5,50             | −1,45            |                  |
| Середня температура, °C                       | −8,98            | −8               | −3,06            | 2,64             | 9,34             | 14,96            | 19,19            | 18,47            | 13,50            | 7,73             | 1,80             | −5,15            |                  |
| Середній мінімум, °C                          | −14,62           | −13,67           | −8,71            | −3,01            | 3,70             | 9,31             | 15,49            | 14,75            | 9,81             | 4,04             | −1,9             | −8,86            |                  |
| Норма опадів, мм                              | 106              | 88               | 96               | 88               | 101              | 94               | 101              | 86               | 87               | 95               | 104              | 104              |                  |
| Середньомісячна швидкість вітру, м/с          | 4.82             | 4.66             | 4.80             | 4.64             | 4.30             | 3.86             | 3.54             | 3.49             | 3.84             | 4.30             | 4.57             | 4.87             |                  |
| Середньомісячна сонячна радіація, кДж/м²·день | 5203             | 8649             | 12333            | 15185            | 18212            | 20329            | 20000            | 17578            | 13082            | 8252             | 4814             | 3879             |                  |
| --------------------------------------------- | ---------------- | ---------------- | ---------------- | ---------------- | ---------------- | ---------------- | ---------------- | ---------------- | ---------------- | ---------------- | ---------------- | ---------------- | ---------------- |
| Джерело:                                      |                  |                  |                  |                  |                  |                  |                  |                  |                  |                  |                  |                  |                  |